# Vagin artificiel
 (septembre 2015).
Si vous disposez d'ouvrages ou d'articles de référence ou si vous connaissez des sites web de qualité traitant du thème abordé ici, merci de compléter l'article en donnant les références utiles à sa vérifiabilité et en les liant à la section « Notes et références ».

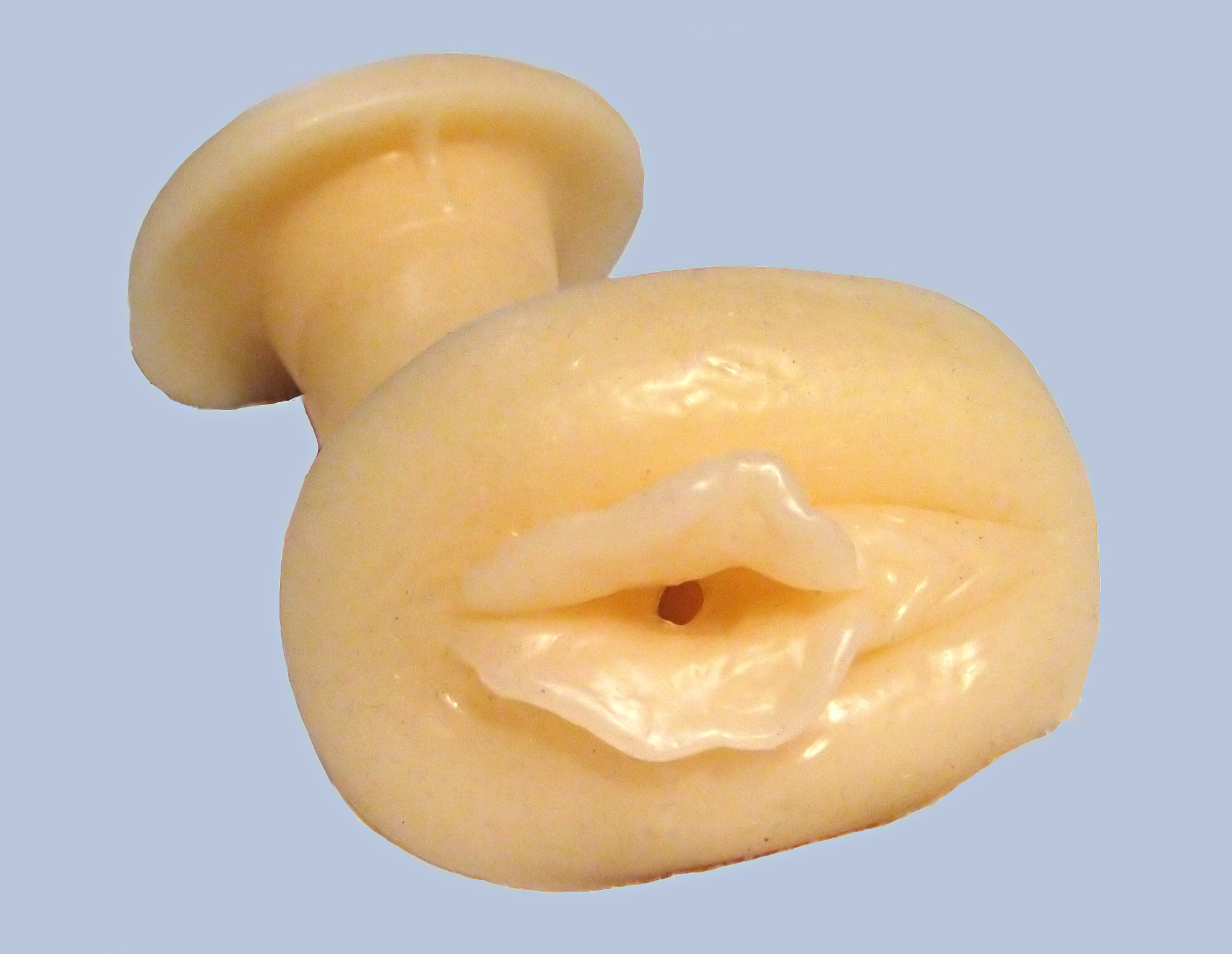
Un vagin artificiel.

Un vagin artificiel (parfois également appelé « vaginette ») est un jouet sexuel modelé pour simuler un rapport sexuel, en permettant à un pénis de s'y introduire. Il est moulé en latex à partir d'un véritable vagin.
Les vagins artificiels possèdent aussi d'autres usages, notamment dans la recherche médicale et l'élevage animal.